# Otwórz oczy (serial telewizyjny)
Otwórz oczy – polski serial fantastycznonaukowy oparty na książce pt. Druga szansa autorstwa Katarzyny Bereniki Miszczuk, udostępniony 25 sierpnia 2021 roku na platformie VOD Netflix. Zdjęcia kręcono w pałacu w Młoszowej.

## Fabuła
Julia (Maria Wawreniuk) po wypadku zmaga się z amnezją. Trafia na leczenie do ośrodka i zapoznaje w nim innych pacjentów z podobnymi problemami, m.in. Adama (Ignacy Liss), który staje się jej przewodnikiem. Dziewczynę zaczynają prześladować dziwne koszmary senne, w następstwie czego pojawiają się w niej wątpliwości, czy świat w którym obecnie się znajduje jest realny. Podejmuje próbę ucieczki.

## Obsada

### Główna
- Maria Wawreniuk – Julia
- Ignacy Liss – Adam
- Wojciech Dolatowski – Szymon
- Michał Sikorski – Paweł
- Klaudia Koścista – Iza
- Zuzanna Galewicz – Milena
- Marta Nieradkiewicz – doktor Zofia Morulska
- Sara Celler-Jezierska – Magda
- Marcin Czarnik – Piotr

### Drugoplanowa i epizodyczna
- Martyna Nowakowska – Anielka
- Łukasz Nowicki – głos „czarnej kostki”
- Magdalena Budzowska – Julia w dzieciństwie
- Karol Bernacki – lekarz Janek
- Pola Król – ruda
- Magdalena Kumorek – matka Julii
- Grzegorz Przybył – policjant
- Grzegorz Wojdon – policjant
- Urszula Grabowska – sąsiadka, matka Janka
- Marta Ojrzyńska – Edyta Tanatowska
- Tomasz Sapryk – doktor Andrzej Januszewski
- Robert Gonera – akompaniator Janiny Hass
- Dominika Bednarczyk – pielęgniarka
- Maja Pankiewicz – pielęgniarka
- Tomasz Tyndyk – ojciec Ignacego
- Natalia Jędruś – kasjerka w operze
- Sylwia Achu – Tosia
- Maciej Maciejewski – policjant
- Maciej Majnicz – policjant

## Odcinki
| Odcinek | Reżyseria     | Scenariusz                                                       | Premiera (Netflix) |  |
| ------- | ------------- | ---------------------------------------------------------------- | ------------------ |  |
|         |               |                                                                  |                    |  |
| 1       | Anna Jadowska | Kasper Bajon, Igor Brejdygant, Milena Dutkowska, Klara Kochańska | 25 sierpnia 2021   |  |
|         |               |                                                                  |                    |  |
| 2       | Anna Jadowska | Kasper Bajon, Igor Brejdygant, Milena Dutkowska, Klara Kochańska | 25 sierpnia 2021   |  |
|         |               |                                                                  |                    |  |
| 3       | Anna Jadowska | Kasper Bajon, Igor Brejdygant, Klara Kochańska                   | 25 sierpnia 2021   |  |
|         |               |                                                                  |                    |  |
| 4       | Adrian Panek  | Kasper Bajon, Igor Brejdygant, Milena Dutkowska, Klara Kochańska | 25 sierpnia 2021   |  |
|         |               |                                                                  |                    |  |
| 5       | Adrian Panek  | Kasper Bajon, Igor Brejdygant, Milena Dutkowska                  | 25 sierpnia 2021   |  |
|         |               |                                                                  |                    |  |
| 6       | Adrian Panek  | Kasper Bajon, Igor Brejdygant, Klara Kochańska                   | 25 sierpnia 2021   |  |
|         |               |                                                                  |                    |  |